# Chromis crusma
La castañuela común, castañeta o chavela (Chromis crusma) es una especie de pez perciforme de la familia Pomacentridae.

## Morfología
Los machos pueden llegar alcanzar los 14 cm de longitud total. Cuerpo fuertemente comprimido y de silueta redondeada. En la base de la aleta ventral una escama alargada y puntiaguda, que imita a una espina. Su coloración es parduzca, más clara, grisácea en las regiones ventrales. Escamas grandes ctenoideas. Margen de la aleta anal ampliamente redondeado, aleta dorsal con 13 (rara vez 14) espinas, las posteriores más cortas que algunas de las anteriores.

## Distribución y hábitat
Es un pez de mar. Se encuentra desde Cabo Blanco (Perú) hasta Valdivia (Chile).